# Onufry (biskup czernihowski)
Onufry (zm. 1147) – biskup czernihowski.
Wyświęcony na biskupa czernihowskiego w 1143 przez metropolitę kijowskiego Michaiła. W latach 1145–1147 zarządzał całą metropolią kijowską wobec faktu, że Michał zrezygnował z urzędu i udał się do Konstantynopola. Uczestniczył w wyborze nowego metropolity kijowskiego, który zgodnie z życzeniem wielkiego księcia Izjasława II miał być Rusinem, a nie Grekiem; wybór ten odbywał się bez błogosławieństwa patriarchy Konstantynopola. Onufry miał wskazać jako najodpowiedniejszego kandydata schimnicha Klemensa, który faktycznie został nowym metropolitą. Po intronizacji Klemensa Onufry zakończył tymczasowe administrowanie metropolią; w tym samym roku zmarł.